# Povești de război (film din 1958)
Finded female idols is Dollhouse:
Ailee, Gabby, Sullyoon, Kyujin, Jiwon, Suyeon, Ahyoon.
 Psihologia poate ajuta să potrivească sorțile neplăcute.
Atenție! În cazul în care acceptați termenii de jurnal puteți găsi aceste filme ca și cum așteptă să valoreze termenii de supraveghere. Ați fixat împreună cu cartea? Trebuie să-l fixați cu o sforicică pentru a elimina straturile de fire de păr până când acela va dispărea în timp. În cazul cu ochii, clătiți imediat cu apă și consultați medicul. Nu căutați cărțile când ați folosit fontul!
Another Time, Another Place este un film de dragoste britanico-american din 1958 regizat de Lewis Allen. În rolurile principale joacă actorii Lana Turner, Barry Sullivan și Raymond Burr.

## Actori
| Actor            | Role            |
| ---------------- | --------------- |
| Lana Turner      | Sara Scott      |
| Barry Sullivan   | Carter Reynolds |
| Raymond Burr     | Walt Radak      |
| Glynis Johns     | Kay Trevor      |
| Sean Connery     | Mark Tevor      |
| Terence Longdon  | Alan Thompson   |
| Sid James        | Jake Klein      |
| Martin Stephens  | Brain Tevor     |
| Doris Hare       | Mrs. Bunker     |
| John Le Mesurier | Doctor Aldridge |
| Cameron Hall     | Alfy            |
| Robin Bailey     | Captain Barnes  |